# 高木常七
高木 常七（たかぎ つねしち、1893年3月15日 - 1975年8月15日）は、日本の裁判官。最高裁判所判事。富山県出身。

## 概要
富山中学校を経て、1916年（大正7年）に早稲田大学法科を卒業。1917年（大正8年）7月にいったん検事となるが、1923年（大正12年）6月に弁護士に転身した。
1946年（昭和21年）2月に法曹一元制度のため、岩田宙造司法大臣に口説かれ、静岡地裁所長となる。その後、横浜地裁所長、東京家裁初代所長、札幌高裁長官、広島高裁長官、名古屋高裁長官を歴任。
1958年（昭和33年）6月に最高裁判所裁判官となる。八海事件の第二次上告審では有罪説を取る破棄差戻しの多数意見に反対し、無罪説の上告棄却の少数意見を述べた。
1963年（昭和38年）3月に定年退官。
法曹三者を全て経験したことがあり、「裁判官や検察官は弁護士から任命するほうがいい。一定期間、野に置いて人生の辛酸をなめてこそ味のある捜査や裁判ができる」と法曹一元化が持論であった。
1975年（昭和50年）8月15日、老衰のため、東京・練馬の鈴木病院で82歳で死去。